# Dębno (Wołów)
Pour les articles homonymes, voir Dębno.
Dębno est une localité polonaise de la gmina et du powiat de Wołów en voïvodie de Basse-Silésie.